# Серединный перпендикуляр

Построение середины отрезка AB является одновременно построением серединного перпендикулярa

Серединный перпендикуляр (также срединный перпендикуляр и устаревший термин медиатриса) — прямая, перпендикулярная данному отрезку и проходящая через его середину.

## Свойства
- Серединные перпендикуляры к сторонам треугольника (или другого многоугольника, для которого существует описанная окружность) пересекаются в одной точке — центре описанной окружности. У остроугольного треугольника эта точка лежит внутри, у тупоугольного — вне треугольника, у прямоугольного — на середине гипотенузы.
- Любая точка серединного перпендикуляра к отрезку равноудалена от концов этого отрезка.
  - Верно и обратное утверждение: каждая точка, равноудаленная от концов отрезка, лежит на серединном перпендикуляре к нему.
- В равнобедренном треугольнике высота, биссектриса и медиана, проведенные из вершины угла с равными сторонами, совпадают и являются серединным перпендикуляром, проведённым к основанию треугольника, а два других серединных перпендикуляра равны между собой.
- Отрезки серединных перпендикуляров к сторонам треугольника, заключённые внутри него, можно найти по следующим формулам[1]:

{\displaystyle p_{a}={\frac {2aS}{a^{2}+b^{2}-c^{2}}},\;\;p_{b}={\frac {2bS}{a^{2}+b^{2}-c^{2}}},\;\;p_{c}={\frac {2cS}{a^{2}-b^{2}+c^{2}}},}
где нижний индекс обозначает сторону, к которой проведён перпендикуляр, {\displaystyle S} — площадь треугольника, а также предполагается, что стороны связаны неравенствами {\displaystyle a\geqslant b\geqslant c.}
- Если стороны треугольника удовлетворяют неравенствам {\displaystyle a\geq b\geq c}, тогда справедливы неравенства[1]:

{\displaystyle p_{a}\geq p_{b}} и {\displaystyle p_{c}\geq p_{b}.} Иными словами, наименьшим является серединный перпендикуляр, проведенный к стороне с промежуточной длиной.

## Вариации и обобщения
- Окружность Аполлония — геометрическое место точек плоскости, отношение расстояний от которых до двух заданных точек — величина постоянная.